# اليوم العالمي للحجاب الوردي

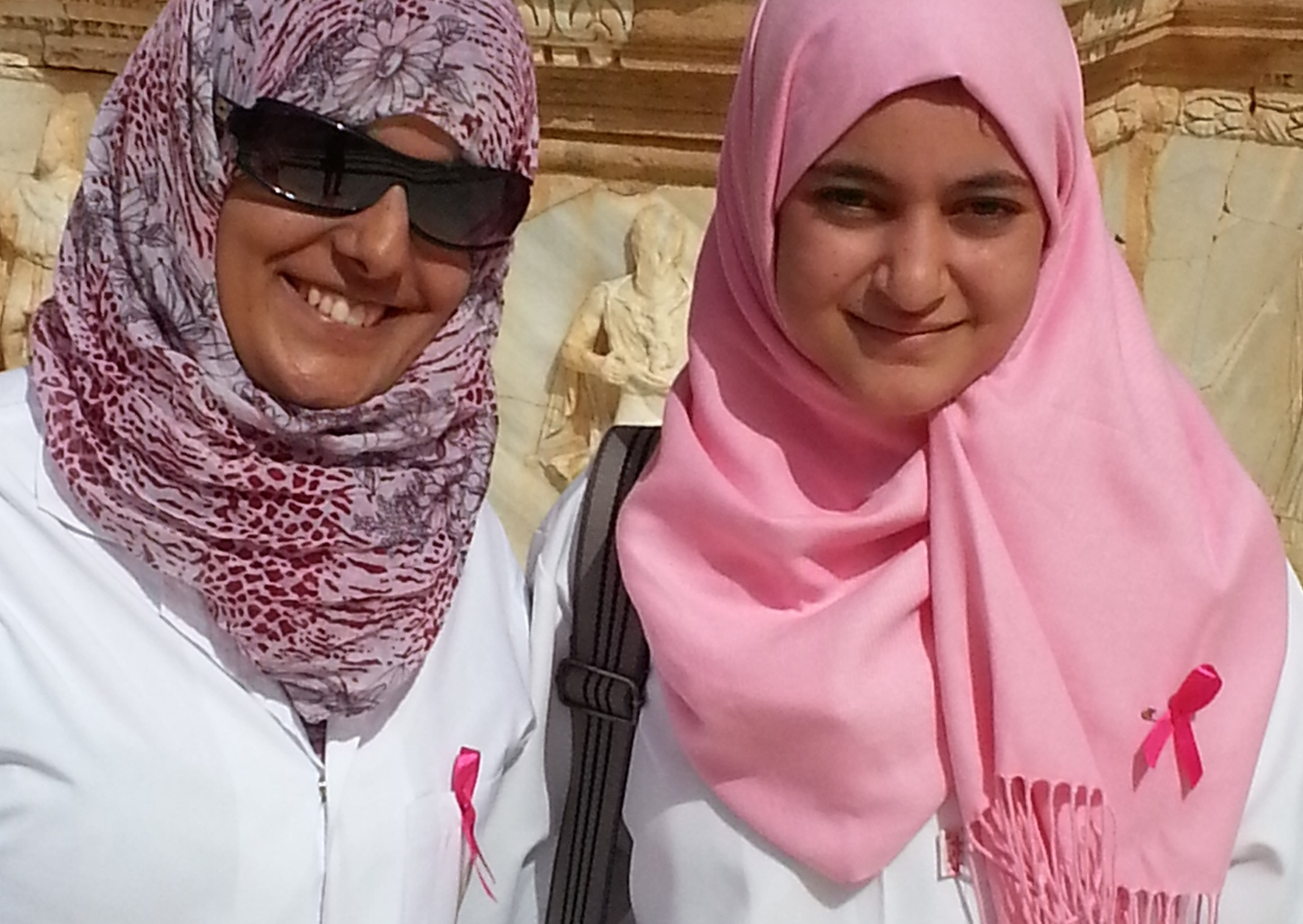
طالبتان في كلية الطب ترتديان حجاب وردي وشرائط وردية من أجل التوعية حول سرطان الثدي في ليبيا، 2012.

اليوم العالمي للحجاب الوردي هي مبادرة بدأت كتجربة من قبل مؤسستها «هند البوري» ومجموعة من طلاب المدرسة الثّانوية في كولومبيا، ميزوري. هدفت المبادرة إلى إزالة الصورة النّمطيّة عن النساء المسلمات عن طريق إشراكهن في الحوار حول التوعية بسرطان الثدي، وجعلهن ينضممن للمسير في جماعات وهن يرتدين حجاب وردي اللون، ويعقدن أحداثاً أخرى تروّج للوعي بالقضية ودعمها.
يعد اليوم العالمي للحجاب الوردي حركة عالميّة يساهم فيها مشاركون عدة من ضمنهم رجال يرتدون الكوفيّات الوردية (أو قلنسوات رأس) للاحتفال بالتوعية بسرطان الثدي. تقام الفعالية في عديد من المدارس الإسلاميّة والمنظّمات الطلابيّة في جميع أنحاء الولايات المتحدة.

## روابط خارجية
- http://www.thestar.com/News/article/266847 مقال في تورنتو ستار
- http://www.islamtoday.com/showme2.cfm?cat_id=38&sub_cat_id=1577
- http://welovehijab.com/2009/10/07/global-pink-hijab-day/
- http://www.pinkhijabday.net
- http://www.muslimah2muslimah.com/2009/10/global-pink-hijab-day.html
- http://www.info-komen.org/goto/pinkhijabs
- http://yorku.thaqalayn.org/2009/07/global-pink-hijab-day/